# Glover's Reef

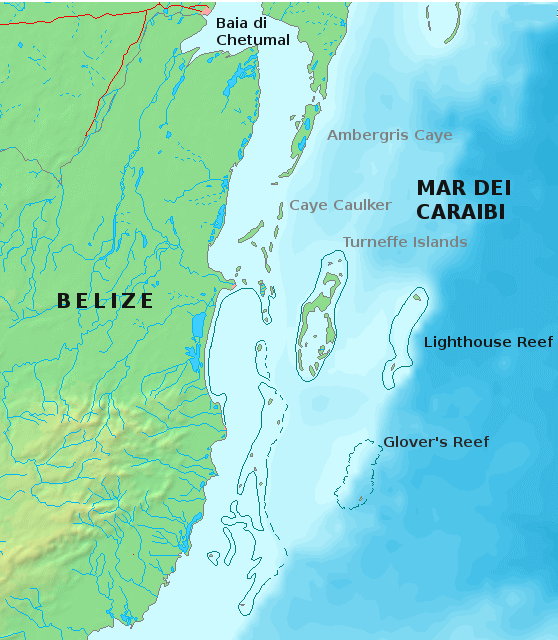
Bản đồ các đảo phía nam Belize với Glover's Reef ở góc thấp bên phải.

Glover's Reef là một rạn san hô vòng ngập một phần nằm ở ngoài khơi bờ biển phía nam của Belize, khoảng 45 km từ đất liền. Nó là một phần nằm ở ranh giới ngoài cùng, một trong 7 vùng được bảo vệ mà hình thành hệ thống bảo vệ Rạn san hô Belize Barrier, được UNESCO năm 1996 chỉ định là vùng Di sản thế giới.